# Flore de la Nouvelle-Calédonie
Flore de la Nouvelle-Calédonie (abreviado Fl. Nouv.-Calédonie) es una revista ilustrada con descripciones botánicas que es editada por el Museo Nacional de Historia Natural de Francia. Fueron publicados 19 números desde 1993 hasta ahora. Fue precedida por Flore de la Nouvelle Calédonie et Dépendances.